# Betterware
Betterware là một công ty tiếp thị đa cấp của Vương quốc Anh bán các sản phẩm gia dụng.

## Lịch sử và sản phẩm
Công ty được thành lập vào năm 1928 tại Động Luân Đôn và bán bàn chải tận nhà. Ban đầu nó được gọi là Betterwear và được đổi tên thành Betterware vào năm 1970 để phản ánh một loạt các sản phẩm. Stanley Cohen mua nó năm 1983 với giá 253.000 bảng và chuyển từ Romford, Essex sang Castle Vale, Birmingham. Nó đã trở thành một công ty đại chúng vào năm 1986 và là một trong những cổ phiếu có hiệu suất tốt nhất trên thị trường chứng khoán vào đầu những năm 1990 khi giá cổ phiếu của nó tăng từ khoảng 20p lên hơn 250p. Cohen đã bán cổ phần của công ty vào năm 1997 với thời gian trị giá 117 triệu bảng.. Phạm vi sản phẩm của nó hiện bao gồm các sản phẩm gia dụng, nhà bếp và các sản phẩm lưu trữ tại nhà, các sản phẩm chăm sóc cá nhân và hỗ trợ di chuyển. Trong năm 2015, nó di chuyển 2 dặm trong vòng Birmingham, bão Park, Bromford. Vào ngày 16 tháng 10 năm 2015, Betterware đã được mua lại bởi một công ty Texas JRJR. Từ giữa năm 2017, Betterware đã có các vấn đề về cổ phiếu khi JRJR lấy số cổ phiếu và các liên hệ mới phải được đăng ký. Vào ngày 13 tháng 4 năm 2018, nó đã được thông báo rằng Betterware đã đi vào hành chính.

## Mô hình kinh doanh
Không có chi phí để tham gia Betterware và catalog được cung cấp miễn phí. Danh mục Betterware được phân phối tại Anh và Ireland bởi một nhóm khoảng 5.000 nhà phân phối, sau đó thu thập các mẫu đơn đặt hàng đã hoàn thành. Các sản phẩm sau đó được phân phối từ kho của công ty ở Hurricane Park, kẹp giữa sông Tame và M6. Lực lượng bán hàng đều tự làm chủ và làm việc trên cơ sở bán thời gian hoặc toàn thời gian. Các nhà phân phối báo cáo với các nhà quản lý trực tiếp mà công ty gọi là điều phối viên, mỗi công ty bao gồm một thị trấn nhỏ và khu vực xung quanh, hoặc một phần của một thị trấn lớn hơn. Sau đó, họ báo cáo cho các nhà quản lý khu vực chịu trách nhiệm cho tất cả các điều phối viên trong khu vực của họ, và họ, lần lượt, báo cáo cho giám đốc bán hàng quốc gia. Tất cả các hoạt động diễn ra trong khu vực địa lý được xác định trước. Doanh số hơn 50 triệu bảng. Có các công ty con ở Tây Ban Nha, Cyprus và Trung Mỹ. Ngoài danh mục nhà phân phối, khách hàng có thể đặt mua sản phẩm trực tiếp từ trụ sở trực tuyến. Đơn đặt hàng được đặt ở giữa được phân phối bởi nhà phân phối hoặc điều phối viên bao gồm khu vực có liên quan và được coi là bán hàng do họ tìm thấy. Ngoài ra còn có một cửa hàng bán lẻ tại trụ sở chính.
Tất cả các vai trò đều dựa trên hoa hồng, nhà phân phối nhận được 20% doanh thu, điều phối viên 11.2% doanh thu của nhóm (thường tương đương với tiền lương toàn thời gian).
Betterware đã tài trợ cho Marie Curie Cancer Care từ năm 2009. Nó là một thành viên sáng lập của Hiệp hội bán hàng trực tiếp Anh nhưng không còn trong Hiệp hội.

## Ngừng giao dịch 2018
Betterware ngừng giao dịch vào tháng 4 năm 2018.